# Santa Cruz (Rio Grande do Norte)
Santa Cruz è un comune del Brasile nello Stato del Rio Grande do Norte, parte della mesoregione dell'Agreste Potiguar e della microregione di Borborema Potiguar.

## La statua colossale di Santa Rita da Cascia

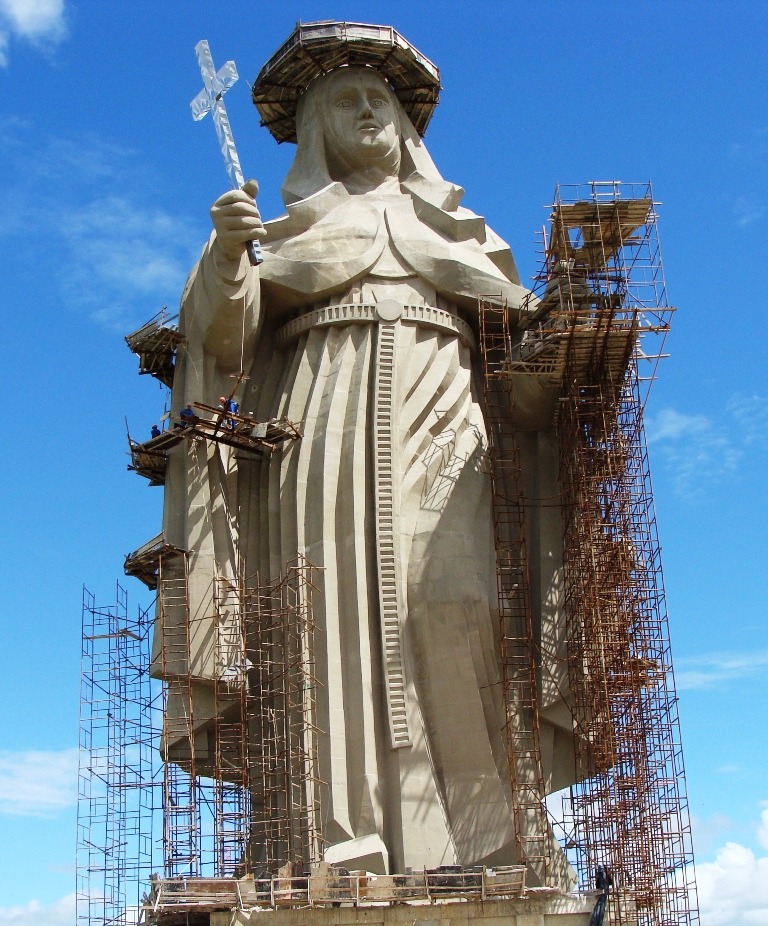
La statua di Santa Rita da Cascia.

Il 27 giugno 2010 nelle vicinanze della città di Santa Cruz è stata inaugurata la statua religiosa cattolica più grande al mondo ed è dedicata ad una santa umbra: Santa Rita da Cascia. Cinquantasei i metri di altezza (solo uno in meno della statua della Libertà di New York), dieci gli anni di lavoro dall'inizio della progettazione e una spesa di circa 2 milioni e quattrocentomila euro sostenuta in parte dall'amministrazione comunale di Santa Cruz (appena trentacinquemila abitanti), dallo Stato del Rio Grande do Norte e dai soldi giunti direttamente dalla capitale federale Brasilia.
L'evento, per il Brasile, riveste un'importanza storica anche perché è caduto il record che era detenuto dalla statua del Cristo Redentore del Corcovado, simbolo inconfondibile della città di Rio de Janeiro, alta “appena” 38 metri, 18 in meno del nuovo manufatto dedicato alla santa umbra.
L'opera è stata realizzata in blocchi di cemento, alzati su uno scheletro di legno, su progetto dello scultore Alexandre Azedo Lacerda, già noto nel Paese sudamericano per varie opere dalle dimensioni colossali.
La statua sorge su una collina che è stata spianata appositamente e che ha preso il nome di “Alto de Santa Rita”. Attorno è stato creato un centro congressi con un auditorium da 225 posti a sedere e un ristorante. La cittadina brasiliana, ora, sta organizzando anche un centro informativo sulla religiosa di Cascia.
La città di Santa Cruz organizza ogni 22 maggio, una grande festa dedicata a Santa Rita alla quale, mediamente, partecipano non meno di 60.000 persone provenienti da ogni angolo del Brasile.
Tra le curiosità viene ricordato che il fondatore di Santa Cruz sarebbe stato un oriundo italiano devotissimo a Santa Rita da Cascia approdato in questo territorio nel 1825.